# جمعية نيكاراغوا الوطنية
جمعية نيكاراغوا الوطنية (بالإنجليزية: National Assembly)‏ هي الهيئة التشريعية في نيكاراغوا، وتتكون من 92 مقعداً.